# أوجين لومير
أوجين لومير هو مصور بلجيكي، ولد في 1874 في Vireux-Molhain ‏ في فرنسا، وتوفي في 1948 في شارلوروا في بلجيكا.